# Афинодор (военачальник)
Афинодор (др.-греч. Άθηνόδωρος) — древнегреческий военачальник IV века до н. э.
Афинодор в течение жизни командовал войсками наёмников во время Великого восстания сатрапов в Малой Азии, во время междоусобной войны за престолонаследие во Фракии и во время вторжения македонян в империю Ахеменидов. При содействии Афинодора был заключён мир между претендентами на трон в Одрисском царстве и Афинами. Согласно этому крайне выгодному для Афин договору, они получали Херсонес Фракийский, а Одрисское царство было разделено на три части. Под конец жизни Афинодор попал в плен к македонянам, однако был освобождён лично Александром Македонским по просьбе знаменитого военачальника Фокиона.

## Биография
Предположительно, Афинодор родился в семье афинских клерухов на Имбре около 385 года до н. э.
Впервые он упомянут в контексте событий конца 360-х годов до н. э. Афинодор командовал войском греческих наёмников в Малой Азии на службе у Артабаза, которое безуспешно пыталось отбить захваченную Харидемом Трою. Предположительно в это же время Афинодора удостоили ряда почестей, в том числе воздвигли бронзовую статую, в Киосе за «добрую службу» (др.-греч. Ευεργεσία) городу.
Вскоре после подавления Великого восстания сатрапов, во время которого Афинодор сражался на стороне центральной власти, военачальник оказался во Фракии. Там после смерти царя Котиса I в 360/359 году до н. э. началась междоусобная война. Афинодор не только возглавил войско одного из претендентов на престол Берисада, но и породнился с ним узами брака, женившись на ком-то из его родственниц. Также, согласно Исократу, он основал во Фракии город, месторасположение которого неизвестно. При содействии Афинодора был заключён мир между тремя претендентами на престол Керсоблептом, Амадоком, Берисадом, а также Афинами. Согласно Демосфену, военачальник лично составил текст мирного договора. Однако, как только Афинодор распустил войска, так как не получил из Афин необходимых для содержания войска денег, война разгорелась вновь. Впоследствии, в 357 году до н. э., при содействии афинского военачальника Хареса был подписан несколько откорректированный вариант первоначального мирного договора. Каждый из подписантов был представлен греческим военачальником. Афинодор представлял Берисада, Харидем — Керсоблепта, Симон и Бианор — Амадока, Харес — Афины. Каждый из претендентов получал в управление часть Одрисского царства, а Афинам возвращался захваченный Котисом I Херсонес Фракийский.
После смерти Берисада в 356 году до н. э. Афинодор поддержал его сыновей в борьбе за власть. Затем он перешёл на службу к персам и, даже, возможно, участвовал в сражении против афинского военачальника Фокиона при Атарнее.
В 334 году до н. э. Афинодор был взят в плен македонянами во время вторжения войск Александра в империю Ахеменидов и брошен в тюрьму в Сардах. Клавдий Элиан и Плутарх приводят легенду о том, как Александр Македонский послал Фокиону 100 талантов и предложил четыре города в управление. Знаменитый военачальник отказался от столь щедрых подарков, что расстроило царя. Александр написал Фокиону письмо, где указывал, что «если друзьям ничего от него не нужно, он их друзьями не считает». На это Фокион ответил, что просит вместо четырёх городов освободить четырёх пленников, среди которых был и Афинодор. Согласно античным авторам, Александр приказал немедленно исполнить эту просьбу. Вместе с Афинодором на свободу вышли софист Эхекратид и два родосца — Демарат и Спартон. Дальнейшая судьба Афинодора неизвестна.

### Исследования
- Парк Г. В. Греческие наёмники. «Псы войны» древней Эллады / Перевод книги Л. А. Игоревский. — М.: Центрполиграф, 2013. — 288 с. — ISBN 978-5-9524-5093-6.
- Arcibald Z. H. The Odrysian Kingdom of Thrace. Orpheus Unmasked (англ.). — Oxford: Clarendon Press, 1998. — ISBN 0-19-815047-4.
- Heckel W. Who's Who in the Age of Alexander and his Successors. From Chaironea to Ipsos (338—301 BC) (англ.). — Barnsley: Greenhill Books, 2021. — 554 p. — ISBN 978-1-78438-648-1.
- Judeich W[нем.]. Athenodoros 2 // Paulys Realencyclopädie der classischen Altertumswissenschaft :  [нем.] / Georg Wissowa. — Stuttgart : J. B. Metzler’sche Verlagsbuchhandlung, 1896. — Bd. II, 2. — Kol. 2043.